# Gwembe
Gwembe é uma cidade e um distrito da Zâmbia, localizados na província Sul.